# Rick Savage
Richard Savage (Sheffield, 2 de dezembro de 1960), mais conhecido pelo nome artístico Rick Savage, é um músico britânico. Ele é o baixista e um dos membros fundadores da banda de rock Def Leppard. Ele é chamado de "Sav" para evitar confusão entre ele e o outro "Rick" da banda, o baterista Rick Allen. Ele e o vocalista, Joe Elliott, são os únicos restantes membros originais da banda. Os dois, além de Allen, também são os únicos membros da banda que tocaram em todos os álbuns.

## Biografia
Rick foi educado na escola secundária Tapton em Sheffield. Em sua juventude, ele aprendeu a tocar guitarra junto com seu irmão mais velho. Eles tocaram músicas como "Maggie May", de Rod Stewart e "American Pie", de Don McLean. Savage também seguiu a carreira como jogador de futebol profissional com o Sheffield United, apesar de sua devoção aos rivais do Sheffield Wednesday. Savage finalmente escolheu a música e formou uma banda com alguns colegas, incluindo Tony Kenning e, eventualmente, Pete Willis. Como Atomic Mass, eles tocaram músicas do Queen, Slade, Deep Purple, Jimi Hendrix, e outros covers populares da época.
Em um ponto, eles decidiram que Willis era o melhor guitarrista de modo Savage pegou o baixo. Precisando de um cantor, a banda fez um teste com um conhecido de Pete, Joe Elliott. Eles posteriormente acrescentaram ao grupo o guitarrista Steve Clark e mudaram seu nome para Def Leppard.
Savage contraiu Paralisia de Bell por volta de 1994. Isso fez com que os músculos faciais ficassem enfraquecidos e se tornassem parcialmente paralisados. Ele se recuperou, mas os efeitos da doença ainda são visíveis, especialmente quando ele está cansado.

## Discografia

#### Com Def Leppard
- The Def Leppard E.P. (1979)
- On Through the Night (1980)
- High 'n' Dry (1981)
- Pyromania (1983)
- Hysteria (1987)
- Adrenalize (1992)
- Retro Active (1993)
- Slang (1996)
- Euphoria (1999)
- X (2002)
- Yeah! (2006)
- Songs from the Sparkle Lounge (2008)
- Def Leppard (2015)